# 舊鎮 (新墨西哥州)
舊鎮（英語：Old Town）是位於美國新墨西哥州盧納縣的普查規定居民點。

## 人口
根據2020年美國人口普查的數據，舊鎮的面積為33.00平方千米，皆為陸地。當地共有人口27人，而人口密度為每平方千米0.82人。